# Canton de Monségur
Le canton de Monségur est une ancienne division administrative française du département de la Gironde en région Aquitaine. Située dans l'arrondissement de Langon, elle tient lieu, jusqu'au redécoupage cantonal de 2014, de circonscription d'élection des anciens conseillers généraux.

## Histoire
Le canton de Monségur est créé en (?)
De 1833 à 1848, les cantons de Monségur et de Pellegrue avaient le même conseiller général. Le nombre de conseillers généraux était limité à 30 par département.
Depuis le redécoupage de 2014 applicable lors des élections départementales de mars 2015, les communes du canton de Monségur sont fusionnées avec celles des anciens cantons d'Auros, Pellegrue, La Réole, Sainte-Foy-la-Grande et Sauveterre-de-Guyenne (à l'exception des communes de Coirac, Gornac et Mourens rattachées au nouveau canton de l'Entre-deux-Mers) pour former le nouveau canton du Réolais et des Bastides,.

## Géographie
Cet ancien canton situé dans la région naturelle de l'Entre-deux-Mers était organisé autour de Monségur. Son altitude variait de 12 m (Mesterrieux) à 131 m (Saint-Vivien-de-Monségur) pour une altitude moyenne de 72 m.

## Composition
Le canton de Monségur regroupait quinze communes et comptait 4 702 habitants (population municipale) au 1er janvier 2012.
| Nom                           | Code Insee | Intercommunalité                                     | Superficie (km2) | Population (dernière pop. légale) | Densité (hab./km2) |
| ----------------------------- | ---------- | ---------------------------------------------------- | ---------------- | --------------------------------- | ------------------ |
| Monségur (chef-lieu)          | 33289      | CC du Réolais en Sud Gironde                         | 9,91             | 1 462 (2014)                      | 148                |
| Castelmoron-d'Albret          | 33103      | Communauté des communes rurales de l'Entre-Deux-Mers | 0,04             | 51 (2014)                         | 1 275              |
| Cours-de-Monségur             | 33136      | Communauté des communes rurales de l'Entre-Deux-Mers | 9,64             | 283 (2014)                        | 29                 |
| Coutures                      | 33139      | Communauté des communes rurales de l'Entre-Deux-Mers | 3,40             | 103 (2014)                        | 30                 |
| Dieulivol                     | 33150      | Communauté des communes rurales de l'Entre-Deux-Mers | 10,47            | 318 (2014)                        | 30                 |
| Landerrouet-sur-Ségur         | 33224      | Communauté des communes rurales de l'Entre-Deux-Mers | 3,14             | 97 (2014)                         | 31                 |
| Mesterrieux                   | 33283      | Communauté des communes rurales de l'Entre-Deux-Mers | 3,59             | 201 (2014)                        | 56                 |
| Neuffons                      | 33304      | Communauté des communes rurales de l'Entre-Deux-Mers | 4,67             | 159 (2014)                        | 34                 |
| Le Puy                        | 33345      | Communauté des communes rurales de l'Entre-Deux-Mers | 8,15             | 382 (2014)                        | 47                 |
| Rimons                        | 33353      | Communauté des communes rurales de l'Entre-Deux-Mers | 14,38            | 198 (2014)                        | 14                 |
| Roquebrune                    | 33359      | CC du Réolais en Sud Gironde                         | 6,52             | 259 (2014)                        | 40                 |
| Saint-Sulpice-de-Guilleragues | 33481      | Communauté des communes rurales de l'Entre-Deux-Mers | 6,89             | 223 (2014)                        | 32                 |
| Saint-Vivien-de-Monségur      | 33491      | CC du Réolais en Sud Gironde                         | 15,83            | 365 (2014)                        | 23                 |
| Sainte-Gemme                  | 33404      | Communauté des communes rurales de l'Entre-Deux-Mers | 9,55             | 221 (2014)                        | 23                 |
| Taillecavat                   | 33520      | Communauté des communes rurales de l'Entre-Deux-Mers | 9,49             | 320 (2014)                        | 34                 |

## Démographie
| 1962  | 1968  | 1975  | 1982  | 1990  | 1999  | 2006  | 2011  | 2012  |
| ----- | ----- | ----- | ----- | ----- | ----- | ----- | ----- | ----- |
| 5 528 | 5 102 | 4 609 | 4 375 | 4 259 | 4 221 | 4 532 | 4 707 | 4 702 |

## Représentation

### Conseillers généraux (de 1833 à 2015)
| Période        | Période      | Identité                            | Étiquette                            | Qualité |
| -------------- | ------------ | ----------------------------------- | ------------------------------------ | --- |
| 1833           | 1848 (décès) | Jean-Jacques dit Joseph Laroze aîné |                                      | Propriétaire du château Gruau-Laroze, maire de Saint-Martin-de-Lerm                                            |
| 1848           | 1852         | Hector Bayssalance                  |                                      | Médecin, juge de paix du canton de Monségur                                                                    |
| 1852           | 1866         | Nicolas Benjamin Guerre             |                                      | Propriétaire, juge de paix, ancien maire de Dieulivol, ancien conseiller d'arrondissement                      |
| 1866           | 1877         | Pierre Issartier                    | Républicain                          | Médecin, maire de Monségur Sénateur (1879-1887)                                                                |
| 1877           | 1889         | Robert Mitchell                     | Droite bonapartiste puis Boulangiste | Journaliste Député (1876-1881, 1889-1893)                                                                      |
| 1889           | 1907         | Léon Laroze                         | Républicain opportuniste             | Maire de Saint-Martin-de-Lerm Député (1885-1889)                                                               |
| 1907           | 1925 (décès) | Auguste Borderie                    | Rad.                                 | Avocat, propriétaire à Bordeaux                                                                                |
| 1925           | 1937         | Léon Arbouin                        | Rad.                                 | Propriétaire, maire de Monségur                                                                                |
| 1937           | 1940         | André Pellet                        | URD                                  | Agriculteur Maire de Dieulivol (1910-1945), conseiller d'arrondissement Nommé conseiller départemental en 1943 |
|                |              |                                     |                                      | |
| 1945           | 1950 (décès) | André Pellet                        | Ind.                                 | Maire de Dieulivol (1945-1950)                                                                                 |
| 4 février 1951 | 1963 (décès) | Pierre Martaut                      | DVD                                  | Maire de Monségur                                                                                              |
| 28 avril 1963  | 1967         | Armand Gaillard                     | CNIP                                 | Technicien en laiterie, Monségur                                                                               |
| 1967           | 1973         | Yves Renard                         | CNIP                                 | Commerçant grossiste Maire de Monségur                                                                         |
| 1973           | 1978 (décès) | Robert-Étienne Servant              | PS                                   | Instituteur puis professeur de collège Maire de Monségur                                                       |
| 1978           | 2015         | Bernard Dussaut                     | PS                                   | Artisan Maire de Monségur (1978-2008), sénateur (1989-2008), 1er vice-Président du Conseil Général             |

### Conseillers d'arrondissement (de 1833 à 1940)
Le canton de Monségur appartenait à l'arrondissement de La Réole jusqu'à sa disparition en 1926.
| Période                                  | Période      | Identité                            | Étiquette    | Qualité |
| ---------------------------------------- | ------------ | ----------------------------------- | ------------ | --- |
| 1833                                     | 1836         | Pierre Léon Duguit (1800-1847)      |              | Juge de paix à Monségur, propriétaire à Coutures                                                            |
| 1836                                     | 1842         | Nicolas Benjamin Guerre (1790-1873) |              | Maire de Dieulivol (1835-1846)                                                                              |
| 1842                                     | 1847 (décès) | Pierre Léon Duguit                  |              | Juge de paix à Monségur, propriétaire à Coutures                                                            |
|                                          |              |                                     |              | |
| 1874                                     | 1886         | Pierre Lauga                        | Républicain  | Propriétaire, maire de Dieulivol                                                                            |
| 1886                                     | 1892         | Mathieu Clédat                      | Bonapartiste | Propriétaire, maire de Cours-de-Monségur                                                                    |
| 1892                                     | 1898         | Marcel Sarrazin                     | Républicain  | Médecin, maire de Saint-Sulpice-de-Guilleragues                                                             |
| 1898                                     | 1901 (décès) | M. Dussaud                          |              | |
| 22 septembre 1901                        |              | Léon Saint-Aubin                    | Modéré       | Propriétaire à Cours-de-Monségur, agriculteur, suppléant du juge de paix                                    |
|                                          | 1934         | M. Faurie                           | RG           | Maire de Neuffons                                                                                           |
| 1934                                     | 1937         | André Pellet (1873-1950)            | URD          | Agriculteur, maire de Dieulivol (1910-1945)                                                                 |
| 1940                                     |              |                                     |              | Les conseils d'arrondissement ont été suspendus par la loi du 12 octobre 1940 et n'ont jamais été réactivés |
| Les données manquantes sont à compléter. |              |                                     |              | |